# 오카와 히로시
오카와 히로시(일본어: 大川 浩, 1956년 7월 10일 ~ )는 일본의 전 프로 야구 선수이다. 에히메현 이요군 도베정 출신이며 현역 시절 포지션은 투수였다.

## 인물
닛타 고등학교 시절인 1973년에 에이스로서 추계 시코쿠 대회 현 예선 준결승에 올랐지만 이마바리니시 고등학교한테 패하여 탈락했다. 이듬해 1974년 춘계 시코쿠 대회 현 예선 결승에서 마쓰야마히가시 고등학교를 눌렀지만 선발 출전했던 니하마 상업고등학교와의 챌린지 매치에서 패한 바람에 본선에는 오르지 않았다. 그해 여름 고시엔 에히메현 예선에서 3차전 상대인 이마바리미나미 고등학교전에서 역대 5번째의 노히트 노런을 달성했지만 준결승전에서 데이쿄 제5고등학교에게 패했다.
1974년 드래프트 3순위로 다이요 웨일스에 입단하면서 프로 3년차인 1977년 1군에 합류하여 좌완 구원 투수로 활약, 그 해에 첫 승도 기록했다. 이듬해 1978년에는 개인 최다인 40경기에 등판했고 1979년 오프에 이케다 히로시 투수와의 맞트레이드로 세이부 라이온스에 이적했다. 1980년에는 주로 중간 계투로 25경기에 등판했지만 이듬해부터는 등판 기회가 없었고 1982년을 끝으로 현역에서 은퇴했다. 은퇴 후에는 세이부의 타격 투수, 전력분석원으로 활동했다.
다이요 시절인 1978년 8월 30일, 요미우리 자이언츠의 오 사다하루에게 개인 통산 800호 홈런을 맞은 투수로도 알려졌다.

## 상세 정보

### 출신 학교
- 닛타 고등학교

### 선수 경력
- 다이요 웨일스·요코하마 다이요 웨일스(1975년 ~ 1979년)
- 세이부 라이온스(1980년 ~ 1982년)

### 등번호
- 49(1975년 ~ 1976년)
- 23(1977년 ~ 1979년)
- 48(1980년 ~ 1981년)
- 66(1982년)
- 97(1983년 ~ 1985년)

### 연도별 투수 성적
| 연 도      | 소 속      | 등 판 | 선 발 | 완 투 | 완 봉 | 무 4 구 | 승 리 | 패 전 | 세 이 브 | 홀 드 | 승 률 | 타 자 | 이 닝 | 피 안 타 | 피 홈 런 | 볼 넷 | 고 4 | 몸 맞 | 탈 삼 진 | 폭 투 | 보 크 | 실 점 | 자 책 점 | 평 자 책 | W H I P |
| ---------- | ---------- | ----- | ----- | ----- | ----- | ------- | ----- | ----- | -------- | ----- | ----- | ----- | ----- | -------- | -------- | ----- | ---- | ----- | -------- | ----- | ----- | ----- | -------- | -------- | ------- |
| 1977년     | 다이요     | 24    | 0     | 0     | 0     | 0       | 1     | 1     | 0        | --    | .500  | 101   | 20.2  | 28       | 4        | 11    | 0    | 1     | 8        | 0     | 1     | 16    | 13       | 5.57     | 1.89    |
| 1978년     | 다이요     | 40    | 2     | 0     | 0     | 0       | 0     | 2     | 0        | --    | .000  | 133   | 30.2  | 28       | 4        | 19    | 2    | 0     | 19       | 0     | 0     | 25    | 25       | 7.26     | 1.53    |
| 1979년     | 다이요     | 19    | 1     | 0     | 0     | 0       | 0     | 0     | 0        | --    | ----  | 79    | 16.0  | 15       | 3        | 15    | 2    | 2     | 11       | 1     | 0     | 14    | 14       | 7.88     | 1.88    |
| 1980년     | 세이부     | 25    | 2     | 0     | 0     | 0       | 0     | 1     | 0        | --    | .000  | 139   | 32.1  | 25       | 3        | 17    | 0    | 2     | 23       | 1     | 0     | 17    | 15       | 4.22     | 1.30    |
| 통산 : 4년 | 통산 : 4년 | 108   | 5     | 0     | 0     | 0       | 1     | 4     | 0        | --    | .200  | 452   | 99.2  | 96       | 14       | 62    | 4    | 5     | 61       | 2     | 1     | 72    | 67       | 6.03     | 1.59    |